# محمود فيزي الهزاع
محمود فيزي الهزاع (1947م - 8 كانون الثاني 2015م) ضابط عسكري عراقي برتبة فريق ركن، وقائد الفرقة العاشرة ورئيس أركان الفيلق الأول في الجيش العراقي سنة 1988م، مُنح وسام الرافدين من الدرجة الثانية، ونوط الشجاعة في يوم 29 أيار سنة 1988، عُيّنَ محافظا لمحافظة البصرة، ثم محافظة التأميم سنة 1995 إلى 1996م، ثم محافظة ميسان سنة 1998، اُعتقلَ محمود الهزّاع بعد الاحتلال الأمريكي للعراق سنة 2003، وحكمت عليه المحكمة الجنائية العراقية العليا بالإعدام يوم 2 آذار سنة 2009، بتهمة المشاركة في قتل العشرات من أنصار محمد صادق الصدر سنة 1999م، وفي شهر نيسان سنة 2011، حكمت عليه المحكمة نفسها بعشرين سنة سجناً، بتهمة التطهير العرقي للأكراد والأقليات الأخرى، وتوفيَ مسجوناً في سجن الناصرية من جراء جلطة دماغية. وهو خريج الكلية العسكرية الدورة 49، وكلية الأركان العسكرية العراقية، وجامعة البكر للدراسات العسكرية العليا، ينتسب محمود فيزي إلى فخذ البو هزّاع من عشيرة البيكات من ألبو ناصر.